# Gare de Sengendai
Pour les articles homonymes, voir Sengen (homonymie).
La gare de Sengendai (せんげん台駅, Sengendai-eki) est une gare située dans la ville de Koshigaya dans la préfecture de Saitama, au Japon. Elle fait partie de la ligne Skytree exploitée par la compagnie Tobu Railway. Son code est TS 24.

## Histoire
La gare est inaugurée le 15 avril 1967. Le 26 mars 1998 des escaliers mécaniques sont installés entre la sortie est et la salle des billets. Le 31 mars 2009, le même secteur est à nouveau modifié avec l'installation d'un ascenseur.
Le 20 décembre 2010, les mélodies d’annonce des trains sont introduites. Le 6 juin 2020 le service TH Liner (service rapide spécial) est mis en place sur la ligne.

## Infrastructures
La gare est une gare en surface avec deux quais latéraux et quatre voies. Elle est équipée de plusieurs installations accessibles, y compris des escaliers mécaniques et des ascenseurs reliant les quais et la salle des billets. La sortie ouest est directement reliée à un bâtiment commercial appelé Tosca.

## Utilisation quotidienne
En 2022, la gare était utilisée par une moyenne de 49 089 passagers par jour.